# Jay Thomas
Jay Thomas (12 de julho de 1948 - 24 de agosto de 2017) foi um ator e DJ norte americano, vencedor de 2 prêmios Emmy pela sua atuação em Murphy Brown. 

## Biografia
Jon Terrell Thomas nasceu no dia 12 de julho de 1948 na pequena cidade de Kermit, Texas, filho de Harry T. Terrell Sr. (um veterano da Segunda Guerra Mundial) e Katharine "Kathy" Guzzino Terrell. Só tinha um irmão, mais velho, chamado Timothy Terrell, Jr. Ele estudou em Bienville Elementar, Francisco Gregório Junior High e graduou-se na jesuíta High School, em Nova Orleães. Jay ganhou seu primeiro prêmio por ser um mestre de cerimônias em um show de talentos jesuíta High School. Ele participou da Gulf Coast Junior College, onde começou a ter interesse em rádio. Mais tarde, ele foi para a Universidade da Carolina do Norte, onde graduou-se. 
Sua carreira começou no rádio. Ele conseguiu seu primeiro trabalho de DJ em Jacksonville, Flórida. Jay também almejava uma carreira de ator, quando finalmente conseguiu um papel em "Mork e Mindy" como Remo Divinci. Ele também teve papéis em muitos programas de TV, incluindo "The Love Boat". 
Ficou conhecido também por sua atuação em "Cheers", como o marido frio de Carla. Jay ganhou dois prêmios Emmy por interpretar Jerry Ouro na série de TV "Murphy Brown". Ele chegou a ter dois programas de TV "Married People", com Beth Armstrong e "Love and War", com Susan Dey e mais tarde Annie Potts. Jay também tem realizado trabalhos como dublador, como na série de animação de Disney, Hercules. Ele trabalhou como um DJ de rádio em Nova York, mas residia em  Connecticut com sua esposa e filhos.
Jay Thomas morreu na noite de 24 de Agosto de 2017, após uma batalha contra o câncer.

## Filmografia
- Material Lies (2010)
- Horrorween (2010)
- Labor Pains (2009)
- American Dad (2007) (voz)
- Meu Papai é Noel 3 (2006)
- O Cãozinho Esperto (2004)
- Meu Papai é Noel 2 (2002)
- O Mistério da Libélula (2002)
- Law & Order (2002) (série)
- An American Daughter (2000)
- Hércules (1998-1999) (voz)
- Fantasy Island (1999)
- The Simple Life (1998)
- Monkey Business (1998)
- As Aventuras de Ragtime (1998)
- O Terror Ronda a Escola (1997)
- Mr. Holland - Adorável Professor(1995)
- Batman (1992)
- Murphy Brown (1990) (série)
- The Golden Girls (1989)
- O Anjo Detetive (1988)
- A Year in the Life (1987)
- The Love Boat (1986)
- Chud - A Cidade das Sombras (1984)
- Mork & Mindy (1978) (série)